# Gabriela Signori
Gabriela Signori (* 6. Februar 1960 in Basel) ist eine Schweizer Historikerin, die das Spätmittelalter erforscht. Signori lehrt seit 2006 als Professorin für die Geschichte des Mittelalters an der Universität Konstanz. Zu ihren vielfältigen Forschungsgebieten gehören die Frömmigkeits- und Geschlechtergeschichte.

## Leben und Wirken
Gabriela Signori studierte Geschichte, Romanistik und Philosophie an den Universitäten Basel, Genf, Lausanne und Paris. In Basel wurde sie bei František Graus promoviert. Von 1992 bis 2000 war sie Wissenschaftliche Assistentin am Lehrstuhl von Klaus Schreiner an der Universität Bielefeld. Anschließend war sie 2000/2001 Heisenberg-Stipendiatin. Signori lehrte von 2001 bis 2006 als Professorin für die Geschichte des Spätmittelalters und der historischen Hilfswissenschaften an der Westfälischen Wilhelms-Universität Münster. 2004 sagte sie eine Nomination für die Professur zur Geschichte des Spätmittelalters an der Harvard University ab. Einen 2005 erfolgten Ruf an die Ruhr-Universität Bochum lehnte sie ab und nahm stattdessen einen Ruf an die Universität Konstanz an. Dort lehrt sie seit 2006 als Professorin für die Geschichte des Mittelalters. Sie ist Mitglied im Konstanzer Arbeitskreis für mittelalterliche Geschichte.
Ihre Forschungsschwerpunkte sind die Frömmigkeitsgeschichte, die Ideengeschichte, die Rechtsgeschichte, Gender Studies, die Geschichte des Alters, die monastische Kultur des späten Mittelalters und die historischen Hilfswissenschaften. In ihrer 2001 veröffentlichten Habilitationsschrift befasste sie sich mit kinder- und familienlosen Erblassern im spätmittelalterlichen Basel. Dazu wertete sie siebzig Testamente kinderloser Erblasser für den Zeitraum von 1450 bis 1500 aus den Fertigungsbüchern des Großbasler Schöffengerichts aus. Im Jahr 2005 legte sie eine Sammlung von Aufsätzen vor, die zu einem besseren Verständnis des 15. Jahrhunderts beitragen sollen. Das 15. Jahrhundert war bislang vielfach nur aus dem Blickwinkel der Reformation und als eine Zeit des Verfalls und Niedergangs aufgefasst worden. Signori legt in ihrer Darstellung den thematischen Schwerpunkt auf den spätmittelalterlichen Kirchenraum, „als Kommunikationsraum, als Raum, der benutzt, besetzt, bemalt und beschrieben wird, als Raum auch, den unterschiedliche soziale Gruppen und Kräfte für sich beanspruchen und um den sie, falls nötig, auch kämpfen“. Sie zeigt eine Vielzahl an Geschriebenen im Kirchenraum auf. Angesichts von zahlreichen Tafeln und Texten in den Kirchen beispielsweise zur Katechese oder zur Erhöhung der Kirchenzucht ging Signori ab der zweiten Hälfte des 15. Jahrhunderts von einer deutlich höheren Lesefähigkeit aus. In einem weiteren Beitrag konnte Signori feststellen, dass die Reformation vielmehr zunächst die Kirchen „entstuhlte“. Damit korrigierte Signori die Sichtweise, dass erst die Reformation das Kirchengestühl hervorgebracht habe. Außerdem geht sie der Frage nach den Kopfbedeckungen und Barhäuptigkeit von Männern und Frauen beim Betreten der Kirche nach. Zunächst gab es unterschiedliche Normen für Männer und für Frauen. Im Spätmittelalter mussten alle ihr Haupt bedecken, jedoch auf unterschiedliche Art und Weise. Mit dieser Arbeit legte sie einen wichtigen Beitrag zur Erforschung des 15. Jahrhunderts vor.
Im Jahr 2006 veranstaltete Signori eine kulturwissenschaftliche Tagung über die „lesende Frau“. Dabei wurden drei Themenfelder von der Antike zur Moderne um die „lesende Frau“ erforscht. Gefragt wurde nach der lesenden Frau als Metapher in Wort und Bild, nach der Frau als Adressatin und als Leserin sowie nach geeigneten Lesestoffen und Erziehungsmodellen für Frauen. Die Beiträge wurden 2009 von Signori herausgegeben.
Im Jahr 2007 gab Signori einen Sammelband über das Siegel heraus. Der Band bündelt 18 Beiträge, die nach zwei einführenden Aufsätzen sich auf die Themenfelder kirchliche Siegelführung, weltliche Siegelführung und spezielle Siegelfunktionen konzentrieren. Die Darstellung versteht sich dabei nicht als Siegelkunde, sondern als „einführendes Lesebuch“ und will dem Leser „die kulturellen Dimensionen der vormodernen Siegelpraxis“ näher bringen. Im Blickpunkt stehen die zentralen Funktionen des Siegels „als Medium der Selbstdarstellung und der Stellvertretung“ sowie „als Mittel der Authentifizierung und der Authentizitätskontrolle“. Der zeitliche Schwerpunkt des Buches liegt auf dem Hoch- und Spätmittelalter. Im Jahr 2007 legte sie eine historische Einführung über Wunder vor. Sie erläutert „Die christlichen Grundlagen“, geht auf die wichtigsten Quellen („Wunderberichte“) ein, erörtert die „Soziale Welt des Wunders“ und stellte mit „Wunderheilungen“ sowie „Gewalt und Wunder“ zwei wichtige von der Gesellschaft beeinflusste Phänomene vor. Ebenfalls 2007 veröffentlichte sie eine Einführung in das 13. Jahrhundert. In ihrer Einführung ist das Besondere, dass „die Quellen, weniger die Forschungsliteratur im Zentrum der Aufmerksamkeit stehen“. Signori verzichtet damit in ihrer Überblicksdarstellung auf eine Einführung in die Forschungsgeschichte und Forschungskontroversen. Sie beginnt ihr Studienbuch über die „Grenzen der Welt“ des europäischen 13. Jahrhunderts. Dabei behandelt sie den vierten Kreuzzug, die Albigenserkreuzzüge, die Reconquista, die Kreuzzüge im Baltikum, die Kinderkreuzzüge und die Reise Wilhelm von Rubruks zu den Mongolen. Signori hebt den starken Anteil der Kreuzzugsgeschichte am 13. Jahrhundert hervor: „Das 13. Jahrhundert kann mit Fug und Recht als Jahrhundert des Kreuzzugs bezeichnet werden“. Neben traditionellen politikgeschichtlichen Themen setzt Signori in ihrer Darstellung einen Schwerpunkt auf kulturgeschichtliche Aspekte. Die weiteren Kapitel behandeln die Kirche (II), die Bildung und Erziehung (III), die europäischen Mächte (IV), die Rechtskodifikationen (V), Stadt und Land (VI) sowie Literatur und Kunst (VII). Gemeinsam mit Birgit Studt organisierte sie im Herbst 2011 eine Reichenau-Tagung des Konstanzer Arbeitskreises für mittelalterliche Geschichte mit dem Thema „Das Konstanzer Konzil als europäisches Ereignis“. Die drei Schwerpunkte des Bandes liegen auf „Begegnungen“, „Kommunikation“ und „Ritualen“.
Im Jahr 2012 legte sie gemeinsam mit Marc Müntz das Rechnungsbuch des Konstanzer Goldschmieds Steffan Maignow, das einzig bislang bekannte Rechnungsbuch eines spätmittelalterlichen Goldschmieds im deutschsprachigen Raum, in einer kritischen Edition vor und machte es damit einer breiteren Öffentlichkeit zugänglich. Das Dokument vermittelt Einblicke in die Arbeits- und Erfahrungswelt eines mittelalterlichen Kunsthandwerkers. Das Rechnungsbuch führte Maignow von 1477 bis zu seinem Tod 1501. Seine Witwe setzte es bis 1520 fort. Im Jahr 2014 veröffentlichte Signori eine kommentierte Edition des Schuldbuchs von Ludwig Kilchmann, einem Basler Kaufmann. Das Buch umfasst neben einem 24 Blätter zählenden alphabetischen Register 324 Blätter. Das Schuldbuch beginnt mit dem Jahr 1452 und endet in den ersten Jahrzehnten des 16. Jahrhunderts. Dadurch liegt ein wertvolles Zeugnis kaufmännischen Schriftgutes vor.
Anlässlich des 500-jährigen Jubiläums der Heiligsprechung von Bruno, dem Gründer des Kartäuserordens, legte Signori 2014 gemeinsam mit Hartmut Beyer und Sita Steckel eine Edition der Totenrolle vor. Der Rotulus von Bruno enthält 178 Einträge von religiösen Einrichtungen in Frankreich, England und Italien. Ebenfalls 2014 gab Signori den Sammelband Prekäre Ökonomien. Schulden in Spätmittelalter und Früher Neuzeit heraus. Das Ziel der Beiträge ist es, „den Platz der Schulden in der vormodernen Welt aus einer Vielzahl unterschiedlicher Perspektiven“ zu untersuchen, um „in Ansätzen die Besonderheit einer Ökonomie herauszuarbeiten, die sich auf allen Ebenen, auch auf der Ebene der Institutionen, mit Hilfe von Krediten organisierte und finanzierte“. Die zehn Beiträge des Sammelbandes gliedern sich in vier Teile („Theorien und Fallstricke der Praxis“, „Kaufleute und Handwerker“, „Frauen, Söldner und Gelehrte“ sowie „Die Stadt“).
Im Jahr 2016 edierte Signori gemeinsam mit Barbara Hausmair und mehreren Studierenden im Rahmen einer Lehrveranstaltung rund 190 durch das Konstanzer Baugericht gefällte Urteilssprüche aus den Jahren 1452 bis 1470. Die Sprüche behandeln überwiegend Nachbarschaftsstreitigkeiten zur unerwünschten Abfallbeseitigung, strittigen Grenzverläufen oder lästigen An- und Umbauten von Fenstern, Latrinen oder Mauern. Sie legte 2020 eine Edition des Totenbuches des Zisterzienserinnenklosters Feldbach vor. Bis dahin war das Totenbuch nur auszugsweise in MGH Necr. 1, 1888 für das Mittelalter publiziert.

## Schriften (Auswahl)
Monografien
- Schuldenwirtschaft. Konsumenten- und Hypothekarkredite im spätmittelalterlichen Basel (= Spätmittelalterstudien. Bd. 5). UVK Verlagsgesellschaft, Konstanz, München 2015, ISBN 978-3-86496-770-2.
- Von der Paradiesehe zur Gütergemeinschaft. Die Ehe in der mittelalterlichen Lebens- und Vorstellungswelt (= Geschichte und Geschlechter. Bd. 60). Campus-Verlag, Frankfurt am Main u. a. 2011, ISBN 978-3-593-39429-9.
- Das 13. Jahrhundert. Eine Einführung in die Geschichte des spätmittelalterlichen Europas. Kohlhammer, Stuttgart 2007, ISBN 978-3-17-019096-2.
- Wunder. Eine historische Einführung (= Historische Einführungen. Bd. 2). Campus-Verlag, Frankfurt am Main u. a. 2007, ISBN 978-3-593-38453-5.
- Räume, Gesten, Andachtsformen. Geschlecht, Konflikt und religiöse Kultur im europäischen Spätmittelalter. Thorbecke, Ostfildern 2005, ISBN 3-7995-3422-9.
- Vorsorgen, Vererben, Erinnern. Kinder- und familienlose Erblasser in der städtischen Gesellschaft des Spätmittelalters (= Veröffentlichungen des Max-Planck-Instituts für Geschichte. Bd. 160). Vandenhoeck & Ruprecht, Göttingen 2001, ISBN 3-525-35476-2 (Zugleich: Bielefeld, Universität, Habilitations-Schrift).
- Maria zwischen Kathedrale, Kloster und Welt. Hagiographische und historiographische Annäherungen an eine hochmittelalterliche Wunderpredigt. Thorbecke, Sigmaringen 1995, ISBN 3-7995-0411-7 (Zugleich: Basel, Universität, Dissertation, 1991: Maria zwischen Kathedrale, Kloster und Welt.).

Editionen
- Das Totenbuch des Zisterzienserinnenklosters Feldbach (1279–1706) (= Veröffentlichungen der Kommission für geschichtliche Landeskunde in Baden-Württemberg. Reihe A: Quellen. Bd. 63). Kohlhammer, Stuttgart 2020, ISBN 978-3-17-038175-9.
- Das Schuldbuch des Basler Kaufmanns Ludwig Kilchmann (gest. 1518) (= Vierteljahrschrift für Sozial- und Wirtschaftsgeschichte. Beihefte, Bd. 231). Herausgegeben und kommentiert. Steiner, Stuttgart 2014, ISBN 978-3-515-10691-7.
- mit Hartmut Beyer, Sita Steckel: Bruno the Carthusian and his Mortuary Roll. Studies, Text, and Translations (= Europa Sacra. Bd. 16). Brepols, Turnhout 2014, ISBN 978-2-503-55009-1.
- mit Marc Müntz: Das Geschäftsbuch des Konstanzer Goldschmiedes Steffan Maignow (= Konstanzer Geschichts- und Rechtsquellen. Bd. 42). Thorbecke, Ostfildern 2012, ISBN 978-3-7995-6842-5.
- mit Lisa Röthinger: Das Gräberbuch des Basler Domstifts. Badisches Generallandesarchiv Karlsruhe 64/4 (= Quellen und Forschungen zur Basler Geschichte). Eingeleitet und ediert. Reinhardt, Basel 2009, ISBN 978-3-7245-1620-0.
- mit Jan Hrdina, Thomas Müller und Marc Müntz: Das Wunderbuch Unserer Lieben Frau im Elende (1419–1517) (= Veröffentlichungen der Historischen Kommission für Thüringen. Große Reihe, Bd. 12). Herausgegeben und kommentiert. Böhlau, Köln u. a. 2006, ISBN 3-412-25505-X.
- mit Beate Sophie Fleck und Friedel Helga Roolfs: Das Freckenhorster Legendar. Andacht, Geschichte und Legende in einem spätmittelalterlichen Kanonissenstift (Edition und Kommentar) (= Religion in der Geschichte. Bd. 10). Verlag für Regionalgeschichte, Bielefeld 2003, ISBN 3-89534-470-2.

Herausgeberschaften
- mit Claudia Zey: Regentinnen und andere Stellvertreterfiguren. Vom 10. bis zum 15. Jahrhundert (= Schriften des Historischen Kollegs. Kolloquien. Bd. 111). De Gruyter Oldenbourg, Berlin u. a. 2023, ISBN 978-3-11-107187-9.
- Inselklöster – Klosterinseln. Topographie und Toponymie einer monastischen Formation (= Studien zur Germania Sacra. Neue Folge. Bd. 9). De Gruyter Akademie Forschung, Berlin u. a. 2019, ISBN 978-3-11-064266-7.
- Prekäre Ökonomien. Schulden in Spätmittelalter und Früher Neuzeit (= Spätmittelalterstudien. Bd. 4). UVK Verlagsgesellschaft, Konstanz, München 2014, ISBN 978-3-86764-521-8.
- zusammen mit Birgit Studt: Das Konstanzer Konzil als europäisches Ereignis. Begegnungen, Medien und Rituale (= Vorträge und Forschungen. Bd. 79). Thorbecke, Ostfildern 2014, ISBN 978-3-7995-6879-1 (online).
- Dying for the faith, killing for the faith. Old-Testament faith-warriors (1 and 2 Maccabees) in historical perspective (= Brill’s studies in intellectual history. Bd. 206). Brill, Leiden u. a. 2012, ISBN 978-90-04-21105-6.
- Die lesende Frau (= Wolfenbütteler Forschungen. Bd. 121). Harrassowitz, Wiesbaden 2009, ISBN 978-3-447-06007-3.
- Das Siegel. Gebrauch und Bedeutung. Wissenschaftliche Buchgesellschaft, Darmstadt 2007, ISBN 978-3-534-20682-7.
- „Heiliges Westfalen“. Heilige, Reliquien, Wallfahrt und Wunder im Mittelalter (= Religion in der Geschichte. Bd. 11). Verlag für Regionalgeschichte, Bielefeld 2003, ISBN 3-89534-491-5.
- Lesen, Schreiben, Sticken und Erinnern. Beiträge zur Kultur- und Sozialgeschichte mittelalterlicher Frauenklöster (= Religion in der Geschichte. Bd. 7). Verlag für Regionalgeschichte, Bielefeld 2000, ISBN 3-89534-291-2.
- „Meine in Gott geliebte Freundin“. Freundschaftsdokumente aus klösterlichen und humanistischen Schreibstuben (= Religion in der Geschichte. Bd. 4). Verlag für Regionalgeschichte, Bielefeld 1995, ISBN 3-89534-158-4.
- Trauer, Verzweiflung und Anfechtung. Selbstmord und Selbstmordversuche in mittelalterlichen und frühneuzeitlichen Gesellschaften (= Forum Psychohistorie. Bd. 3). Edition diskord, Tübingen 1994, ISBN 3-89295-581-6.